# Prefectura Pella
Pella (greacă Πέλλα) este o prefectură greacă, în periferia Macedonia Centrală. Reședința sa este Edessa. 

## Municipalități și comunități
| Municipalitate     | Cod YPES | Reședință (dacă e diferită) | Cod poștal | Cod zonal |
| ------------------ | -------- | --------------------------- | ---------- | --------- |
| Alexandros o Megas | 4108     | Galatades                   | 583 00     | 23820-43  |
| Aridaia            | 4101     |                             | 584 00     | 23840-2   |
| Edessa             | 4104     |                             | 582 00     | 23810-2   |
| Exaplatanos        | 4105     |                             | 580 04     | 23840-4   |
| Giannitsa          | 4103     |                             | 581 00     | 23820-2   |
| Krya Vrysi         | 4106     |                             | 583 00     | 23820-6   |
| Kyrros             | 4107     | Mylopotos                   | 581 00     | 23820-51  |
| Meniida            | 4109     | Kali                        | 585 00     | 23810-41  |
| Pella              | 4110     |                             | 580 05     | 23820-3   |
| Skydra             | 4111     |                             | 585 00     | 23810-8   |
| Vegoritida         | 4102     | Arnissa                     | 580 02     | 23810-31  |